# Paraphlepsius micronotatus
Paraphlepsius micronotatus är en insektsart som beskrevs av Henry Fairfield Osborn och Amy Lathrop 1923. Paraphlepsius micronotatus ingår i släktet Paraphlepsius och familjen dvärgstritar. Inga underarter finns listade i Catalogue of Life.